# Epidesma venata
Epidesma venata är en fjärilsart som beskrevs av Butler 1877. Epidesma venata ingår i släktet Epidesma och familjen björnspinnare. Inga underarter finns listade i Catalogue of Life.